# Jonava

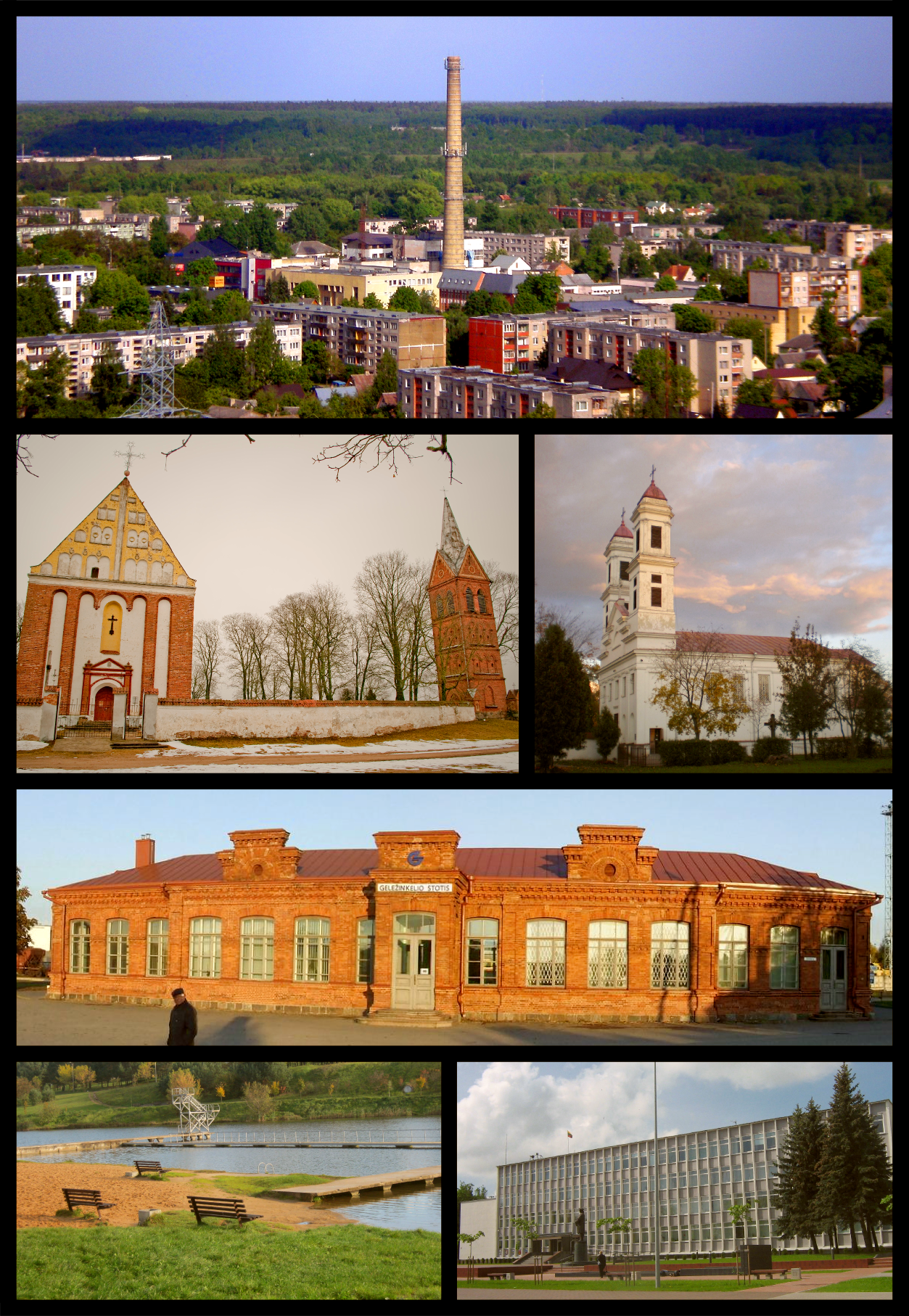

Jonava anhörenⓘ (deutsch: Janau) ist eine Stadt im Bezirk Kaunas, Litauen. Sie ist Sitz der Rajongemeinde Jonava und in dieser ein  städtischer Amtsbezirk.

## Lage und Einwohner
Die Kernstadt Jonava liegt etwa 30 km nordöstlich der zweitgrößten litauischen Stadt Kaunas, unweit der Mündung der Šventoji (deutsch: Heiligenaa) in die Neris. In der Selbstverwaltungsgemeinde wohnen 52.000 Menschen, wovon allein 35.000 in der Kernstadt Jonava leben (Stand 2004). 1893 lebten 3069 Juden (92 % der 3350 Einwohner) in der Stadt. 1941 bildeten die Juden Jonavas 80 % der Bevölkerung.

## Stadtteile
- Altstadt – historisches Zentrum am rechten Ufer der Neris
- Innenstadt – Stadtzentrum
- Geležinkelio stotis – Wohnviertel im Norden, am Bahnhof Jonava
- Girelė – Wohnviertel im Nordosten
- Baldininkai – Wohnviertel im Nordosten die Eisenbahnstraße entlang
- Siedlung der Oberförsterei Jonava – Wohnviertel im Nordosten
- Rimkai – größtes Wohnviertel im Westen
- Paneriai – Wohnviertel am rechten Ufer der Neris
- Lietava – Wohnviertel bei Žeimių-takas- und Lietava-Straßen
- Kosmonautai – Wohnviertel bei der Kosmonautų-Straße
- Lakštingalos – Wohnviertel beim Stausee Varnutė
- Skaruliai – Industriegebiet am linken Ufer der Neris bei AB Achema
- Juodmena – Wohnviertel im Nordwesten
- Virbalai – neuestes Wohnviertel
- Kunigiškiai – Gartenrajon im Süden
- Laukagaliai – Stadtteil im Norden am rechten Ufer der Neris
- Melnytėlė – Stadtteil im Nordwesten
- Varnutė – Stadtteil im Westen

## Geschichte

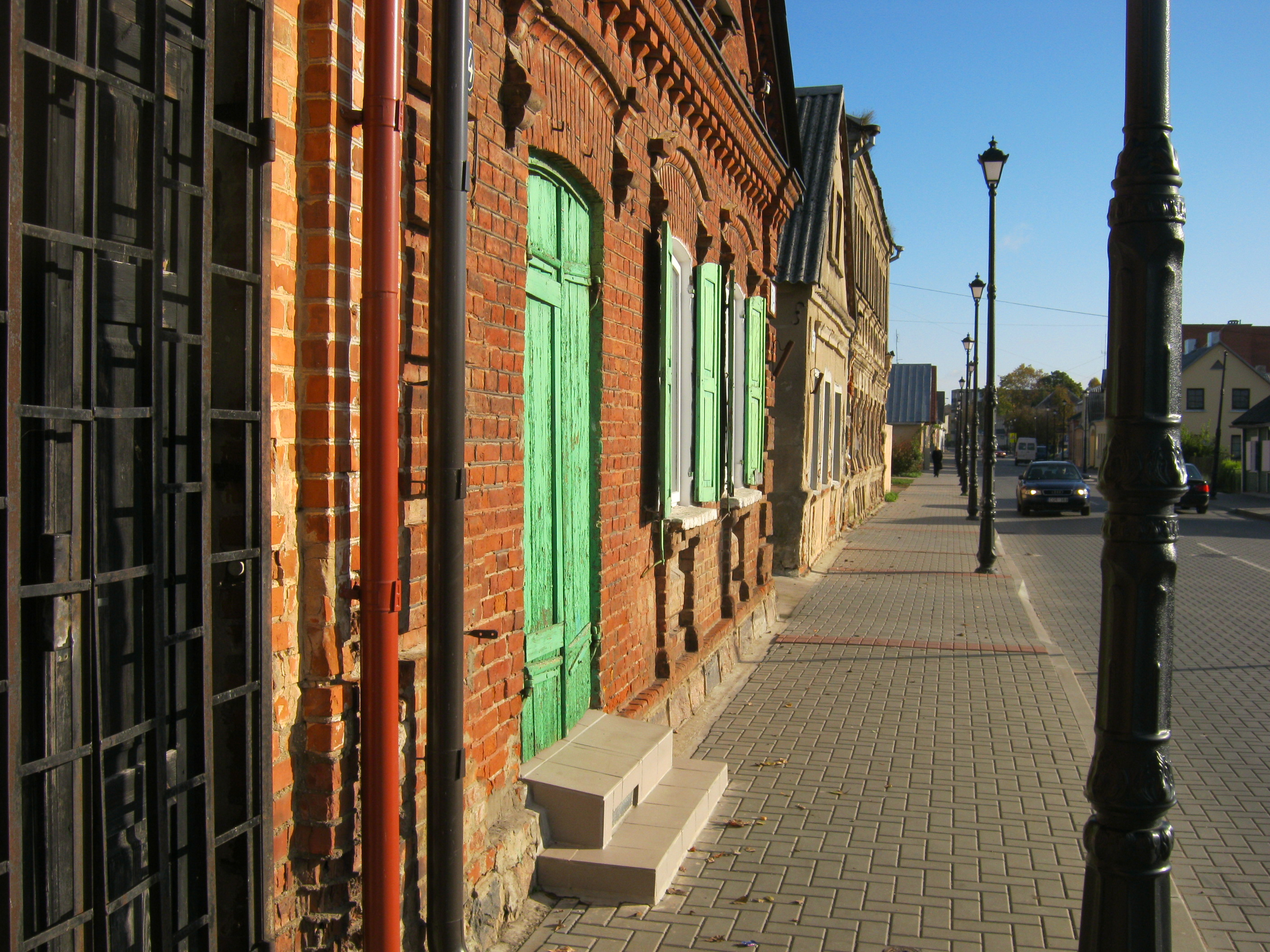
Ehemalige jüdische Geschäfte in der Kauno-Straße

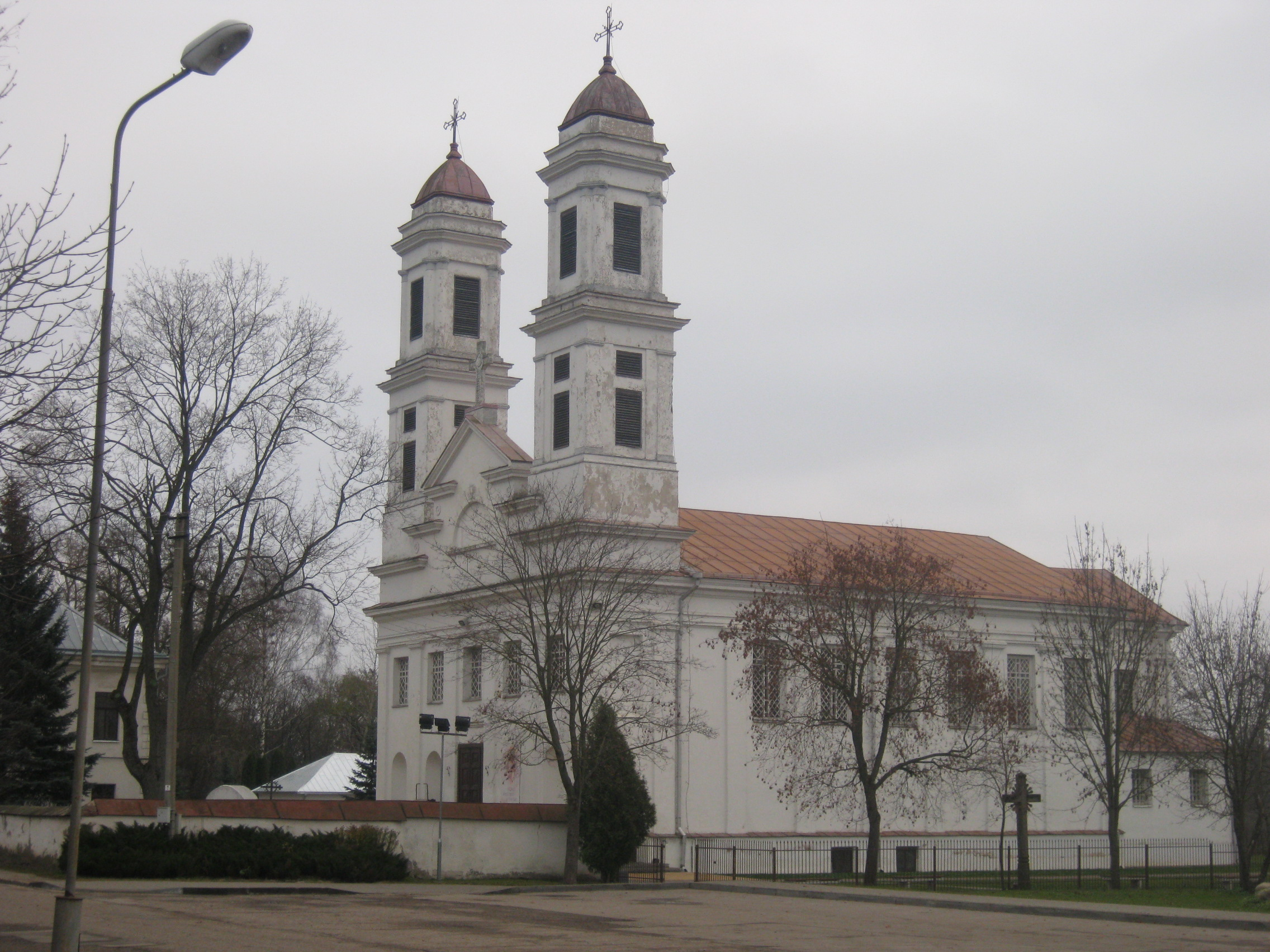
Kirche in Jonava

Der Ort wurde um 1740 gegründet, als Dominink Kossakowski (1711–1743) für sich einen Gutshof an der Neris und Varnaka baute und dort lebte. Sein Vater hieß Jonas Mykolas Kosakovskis (daher der christliche Name, etwa „Johannstadt“). 1750 baute Marijona Kosakovskienė die erste hölzerne Kirche, die später verbrannte. 1750 erteilte der König von Polen und Großherzog von Litauen Friedrich August II. an Marija Kosakovskienė ein Privileg zur Gründung des Städtchens Jonava. Danach kamen die ersten Stadteinwohner zum Ort aus Nachbardörfern an.
1777 gab es 40 jüdische Familien und 1784 schon 59 Familien. 1793 baute man in der heutigen Altstadt von Jonava die katholische Kirche des Heiligen Apostels Jakobus und danach das Kloster Jonava. 1827 wurden die Trinitarier aus Jonava von der Regierung vertrieben. 1832 wurde das Kloster geschlossen. Im Kloster ließen sich bis 1894 Soldaten nieder. Die Stadt Jonava war von der Polonisation betroffen. 1830 predigte man in der Kirche meistens Polnisch und nur manchmal auch Litauisch. 1836 wurde die Poststation Jonava zum wichtigen Transportpunkt bei Kaunas im damaligen zaristischen Russischen Kaiserreich.
1864 erhielt der Ort Jonava das Stadtrecht. 1893 baute man die ersten Mühlen auf der Varnutė. Nach dem großen Brand 1904 wurde das Gebäude des Klosters an die Kirchengemeinde verkauft.
In der Stadt entwickelte sich die Holzindustrie und das Handwerk. Hier arbeiteten Tischler, Zimmerleute, Schreiner. 1912 eröffnete man eine Streichholzfabrik. 1946 wurde aus dieser Fabrik eine Möbelfabrik, die 1958 in das sowjetische Möbelkombinat Jonava umgewandelt wurde. In den 1970er Jahren war das Kombinat einer der größten Betriebe Litauens und beschäftigte 1100 Mitarbeiter (1977).
1950 wurde Jonava zum Zentrum des Rajons Jonava Sowjetlitauens. In der Sowjetzeit errichtete man das Kreis-Volksgericht Jonava, das jetzt dem Bezirksgericht Kaunas untersteht.
1996 wurde das neue Stadtwappen vom litauischen Präsidenten Algirdas Brazauskas bestätigt.

## Kultur

### Kulturzentrum Jonava

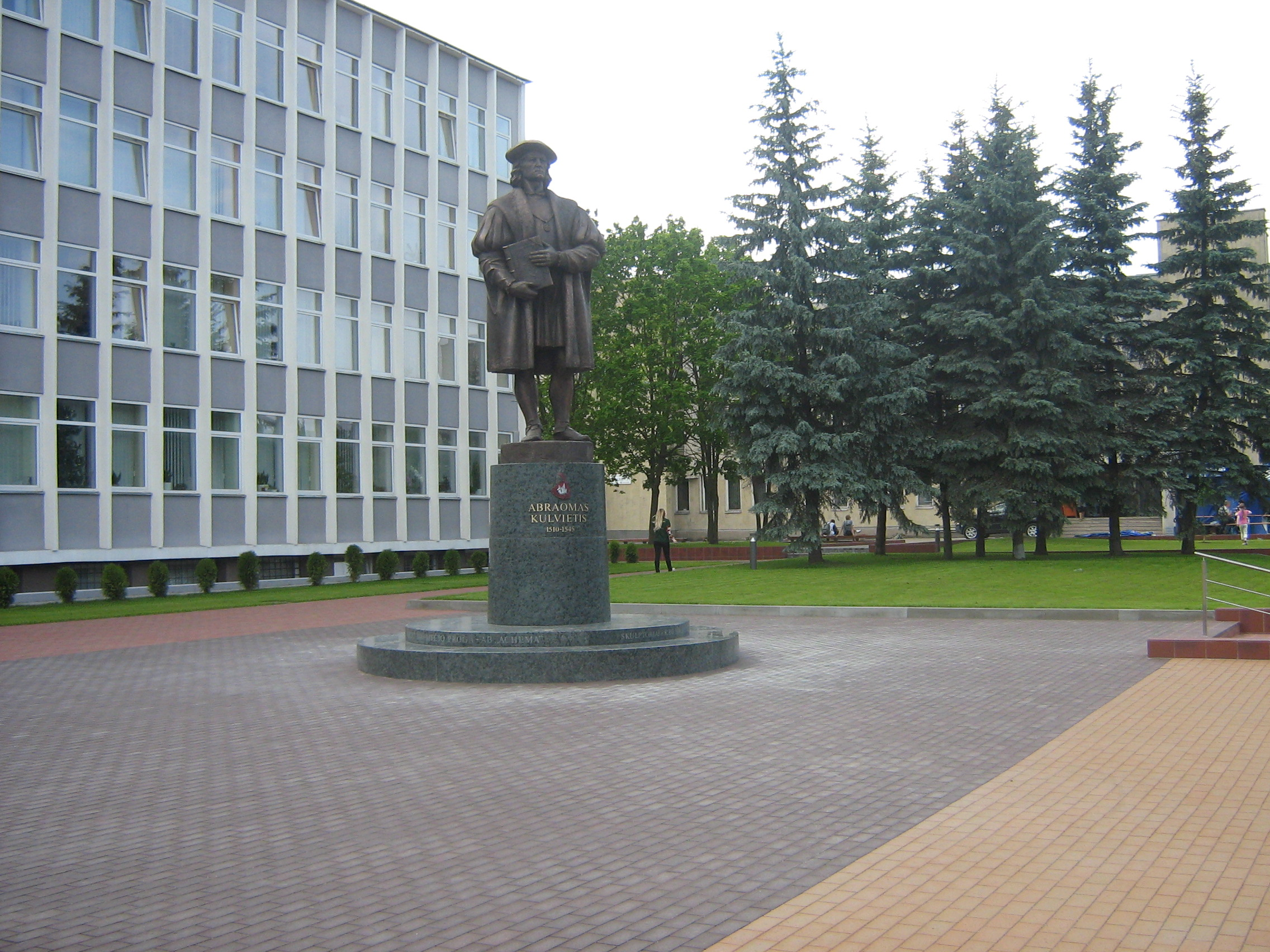
Santarvės-Platz

Das Kulturzentrum Jonava (JKC) mit seinen Filialen in der Rajongemeinde organisiert die meisten Veranstaltungen der Stadt. Das Zentrum im Hauptgebäude hat zwei Säle. Der große Saal hat 650 Sitzplätze und seine Bühne ist 254 m² groß. Im Kulturhaus gibt es ein eigenes Theater, Musikgruppen, Chöre und Tanzgruppen.

### Feste
Jedes Jahr ist Jonava mit seinem Joninės-Tal zum Schauplatz eines großen und traditionsreichen Mittsommerfestes, da die Stadt nach St. Johannes benannt ist. Jonava wird am 23./24. Juni zur „Johannes-Republik“ erklärt. Den ganzen Tag über werden alle Jonas und Janina (Johannes und Johanna) beglückwünscht. Zum Namenstag werden Eichenlaubkränze überreicht. Es gibt zahlreiche Musikkapellen, die in der Stadt spielen.
Jährlich wird auch das internationale moderne dreitägige Kunstforum „Homo ludens“ mit verschiedenen Veranstaltungen und Improvisationen veranstaltet. Neben dem Kulturzentrum der Stadt wurde der „Homo ludens“-Park mit Skulpturen errichtet.

### Musik
1965 wurde die Musikschule Jonava errichtet. Die gegenwärtige Musik-Abteilung der Kunstschule Jonava bildet  heute insgesamt 250 Schüler in den 6 Unterabteilungen; etwa 50 Kinder werden jedes Jahr in die Musikabteilung neu aufgenommen, jährlich gibt es etwa 40 Musiker-Absolventen  (Stand 2015). Der modernste Konzertsaal der Gemeinde ist Arena Jonava (seit 2017). Der Hauptsaal des Kulturzentrums Jonava (JKC) dient auch als eine Stätte für die Musikveranstaltungen. In der Stadt finden einige Musikfestivale statt.

### Theater
Das kommunale Theater Jonava geht auf das Jahr 1985 zurück. Es hat seit 1994 den Status eines Gemeindetheaters. Man nahm an vielen nationalen und internationalen Amateurtheaterfestivals (zum Beispiel in Gattschina (Russland), Jūrmala (Lettland), Hronow (Tschechien), Akureyri (Island), Dänemark etc.) teil.

### Bibliothek und Museen
Im Stadtzentrum befindet sich die Rajongemeindebibliothek Jonava. Bekannt ist auch der Marktplatz in Jonava.
Das Regionalmuseum Jonava hat folgende Filialen: Bauernhof der Familie Samulevičius, Petras-Vaičiūnas-Geburtshaus, Museum für Geschichte und Kunst im Ausbildungsregiment des Großhetmans Litauens Jonušas Radvila.

## Sport

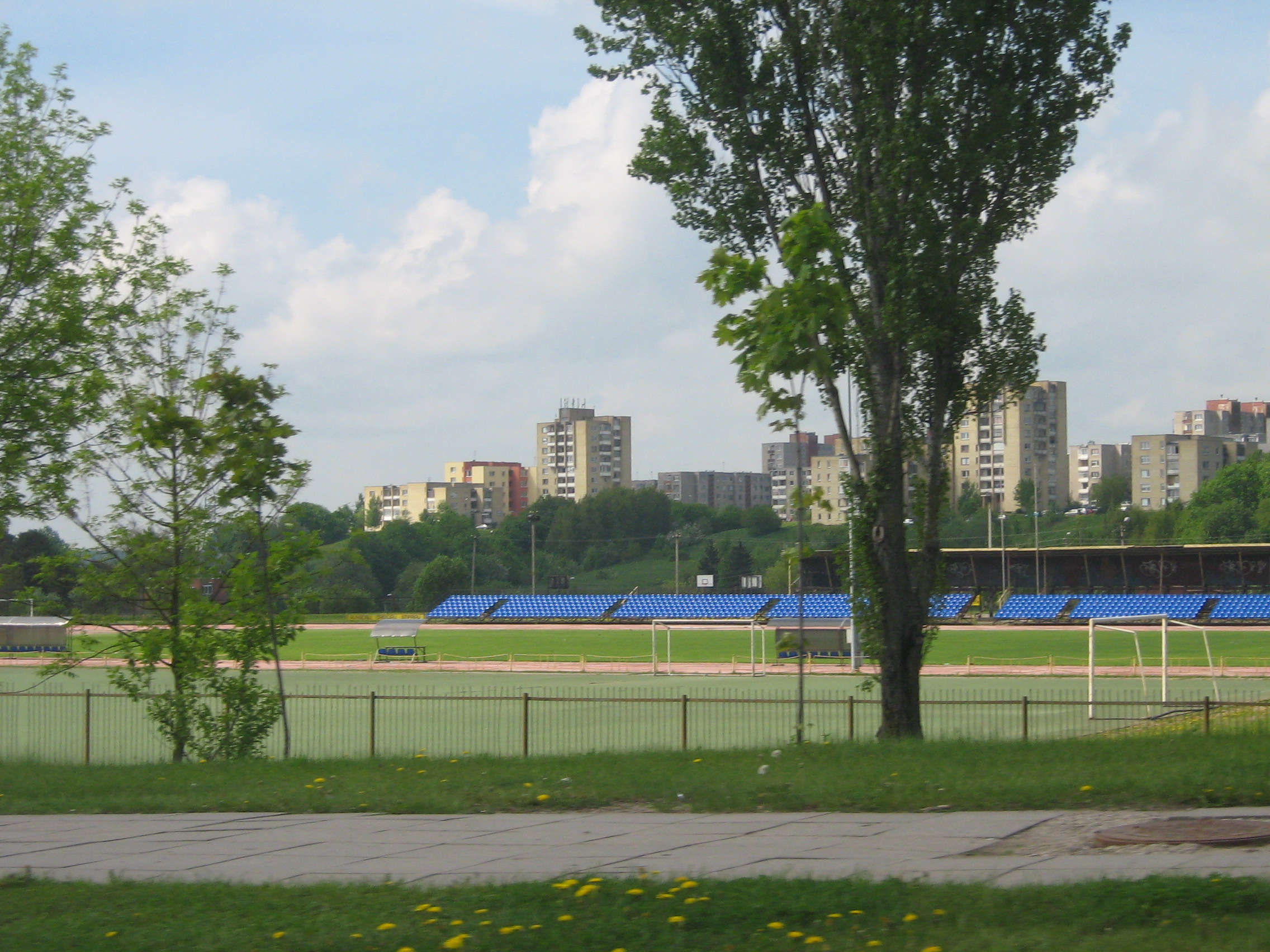
Zentralstadion Jonava

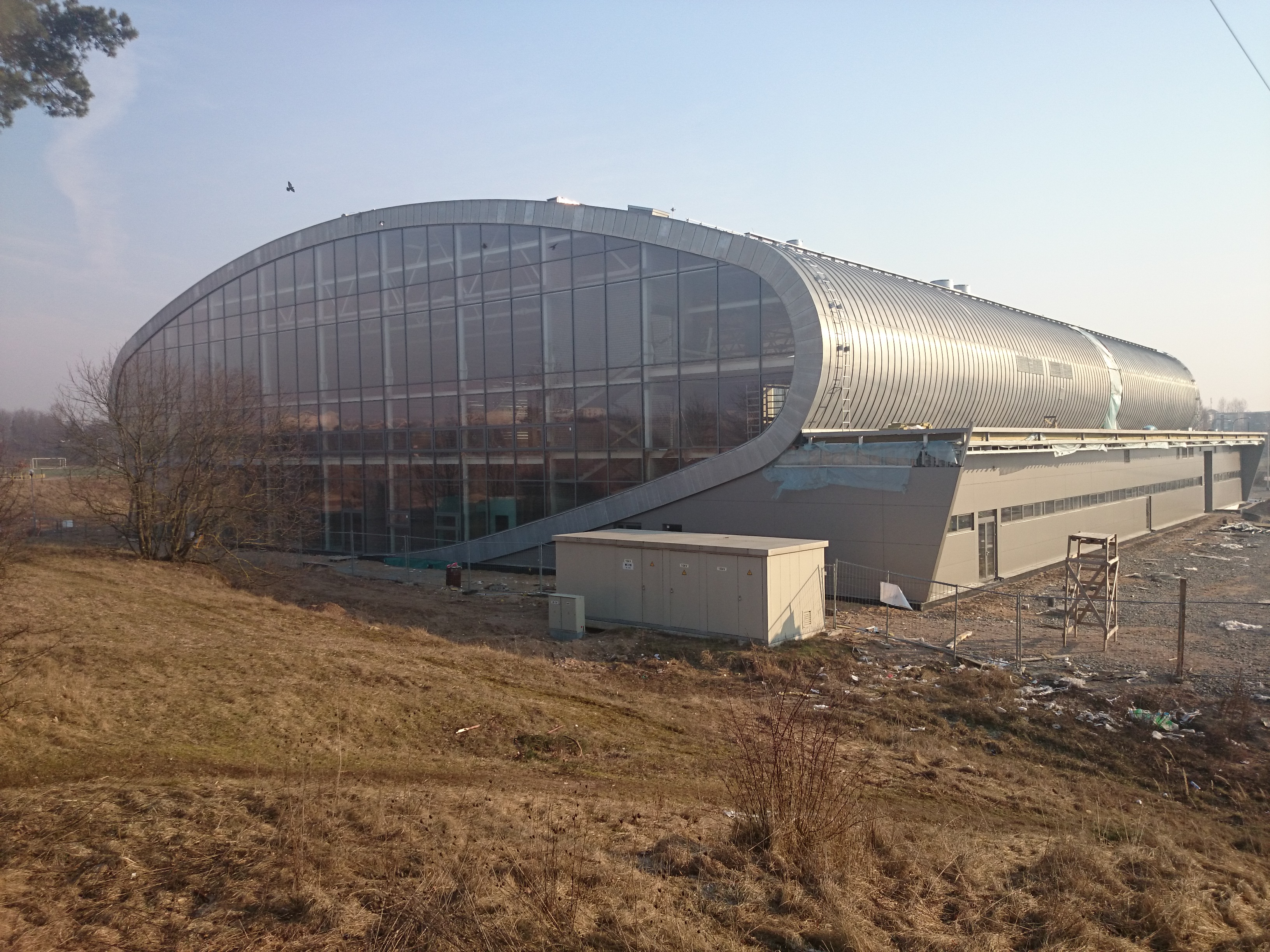
Jonavos sporto arena

1966 wurde die Sportschule gegründet. 2002 wurde die Schule zum Sportzentrum Jonava umgewandelt. Im Zentrum werden die Sportarten Boxen, Fußball, Leichtathletik, Basketball, Tischtennis, Schach und Volleyball ausgeübt. Es gibt 800 Schüler und 24 Trainer. Im Zentrum befinden sich ein Schwimmbad und eine Sporthalle.

### Fußball
Die Stadt hat zwei Stadien. Das neuere Zentralstadion Jonava liegt neben dem Johannes-Fest-Tal, das Altstadion am linken Ufer der Neris.   Die Fußball-Mannschaft FK Jonava spielt in der A Lyga. Ihr Tochter- und Dubler-Team FK Jonava B spielt in der LFF II lyga.

### Basketball
Die Basketball-Mannschaft „Jonavos SK Triobet II“ spielt in der Nacionalinė krepšinio lyga.  Bis 2017 fanden die meisten Basketball-Sportveranstaltungen in der Sporthalle des Sportzentrums statt. Nach der Einweihung der modernen Sportarena Jonava mit 3000 Sitzplätzen hat die Rajongemeinde einen neuen Sportplatz und gleichzeitig den größten Konzertsaal der Stadt.

### Volleyball
In der Gemeinde gibt es drei Volleyball-Vereine: Sporto klubas „Aušrinė“ (Präsident Bronislovas Liutkus), Tinklinio klubas „Dobilas“ (Präsident Mėrūnas Savickas) und Laisvalaikio ir sporto klubas „Titmaras“ (Präsidentin Rosita Nevulytė). Sie sind Mitglieder des Volleyball-Verbands Jonava (lit. Jonavos tinklinio asociacija), gegründet vom Volleyball-Richter Žilvinas Galimovas. Das Frauen-Volleyball-Team TSK Aušrinė nimmt an der nationalen und baltischen Beachvolleyball-Meisterschaft teil. Seit 2010 findet das internationale Alfredas Ogonauskas Memorial Volleyball Championship in Jonava statt.

### Schach und Damespiel
Im Schachverein der Stadt gibt es einen Großmeister im Fernschach, Vytautas Andriulaitis, und gab es einen Internationalen Meister im Schach (Aidas Labuckas). Die Damespiel-Sportler verbindet der Verein Jonavos rajono neįgaliųjų sporto klubas „Joneidra“.

### Andere Sportarten
Unter anderen Sportvereinen gibt es den Autosport-Club „Elektrobig-Žaibelis“, einen Touristenclub, den Sportclub „Achespo“ (bei AB Achema), „Jonavos žirgai“ (Pferdesport), den Lauf-Club „Maratonas“, den Motorsport-Club Jonava, den Darts-Club „Strėlė“, „Akvaera“, „JAVARA“, „Master Gym“, den Tanzsport-Verein „Vėtra“, „Vytis“, VŠĮ „Technoeros laisvalaikio sporto klubas“, „Ruklos vilkas“ u. a.

## Bildung

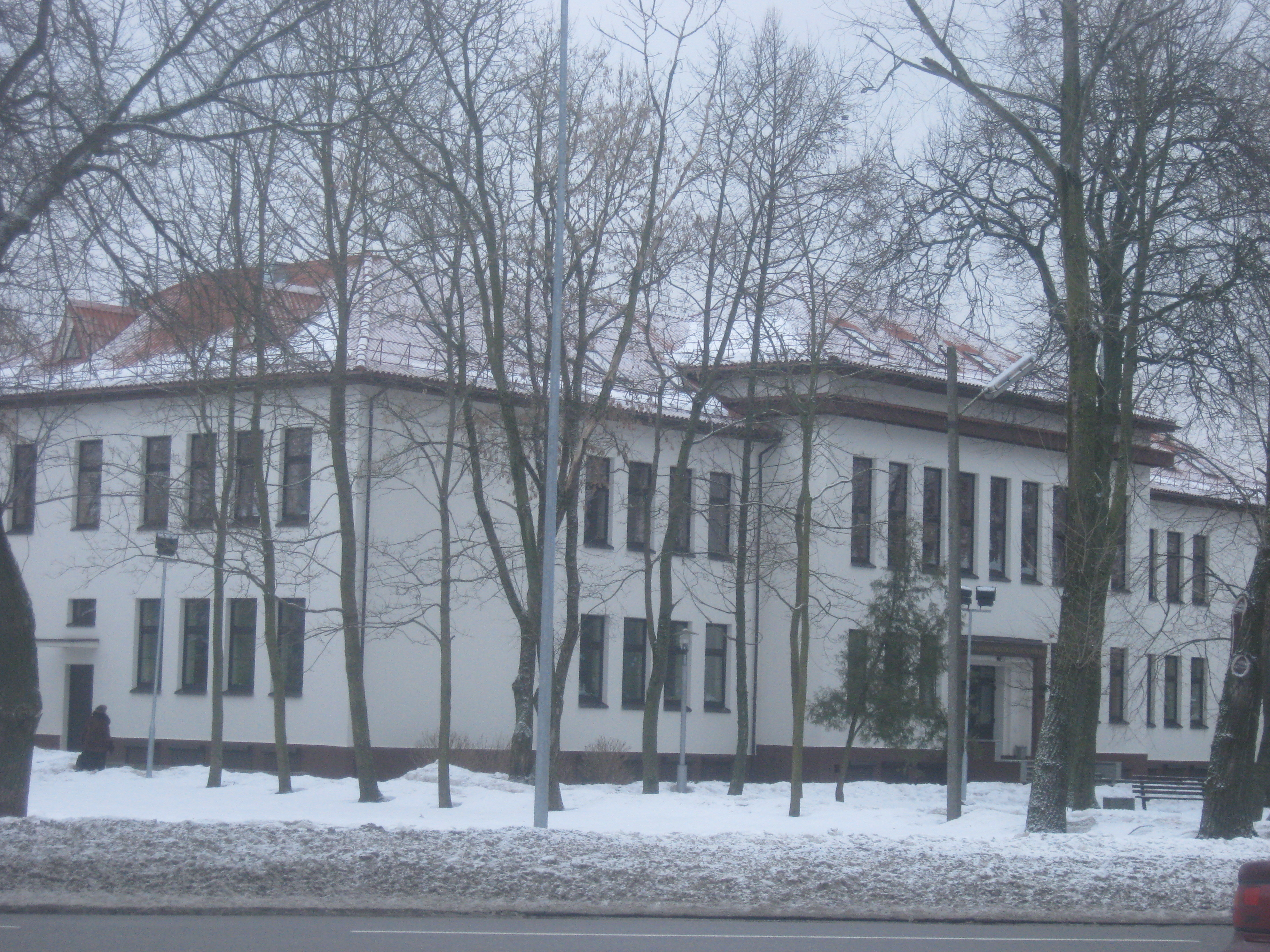
Kunstschule Jonava

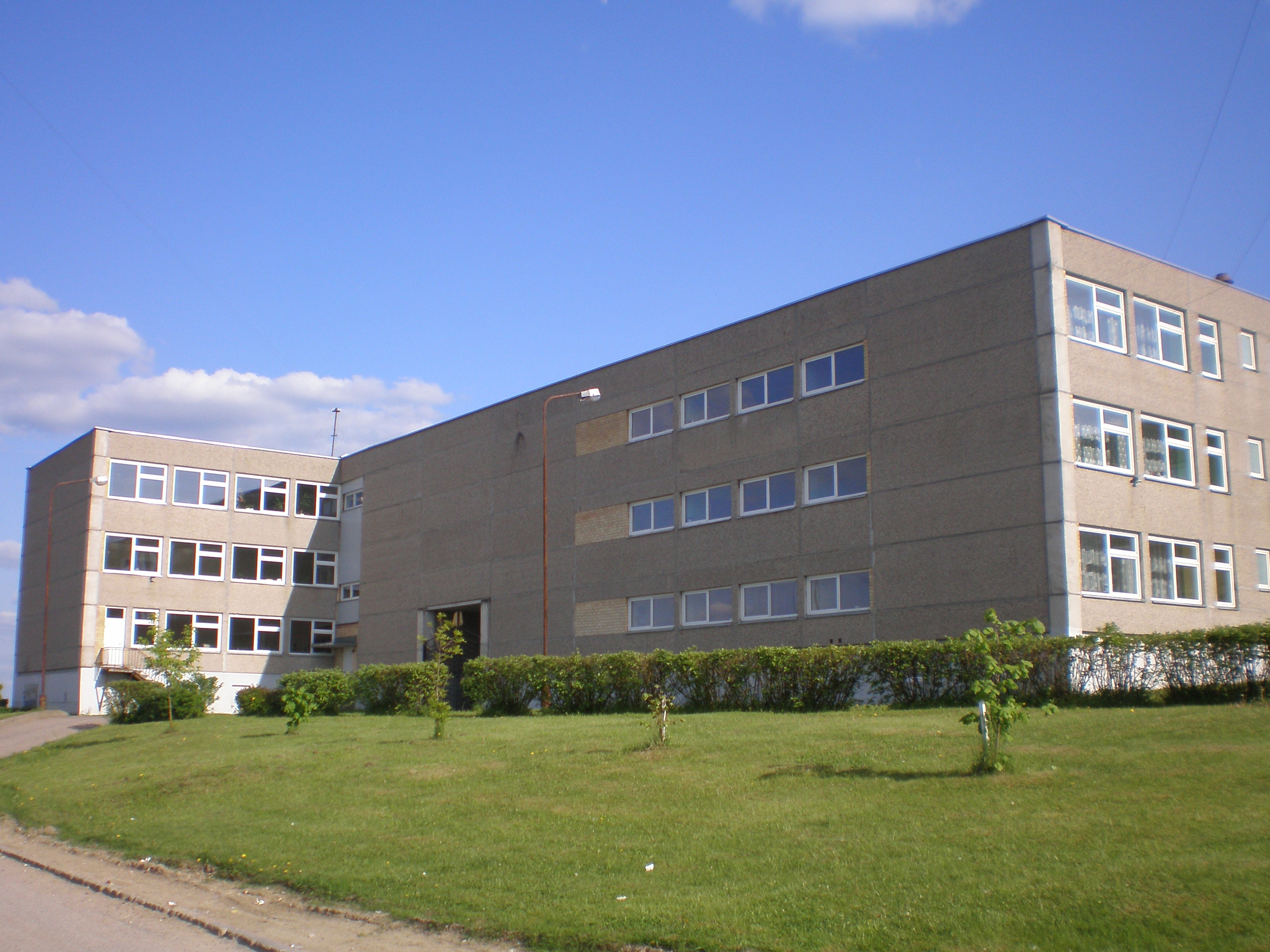
Raimundas-Samulevičius-Hauptschule ist die neueste Schule in Jonava (gebaut 1988)

In Jonava gibt es zwei Gymnasien (9–12 Klassen),  zwei Hauptschulen (1–10 Klassen), zwei Progymnasien (1–8 Klassen),  drei Grundschulen, eine Jugendschule, ein Erwachsenenbildungszentrum und andere Einrichtungen der allgemeinen Bildung. Daneben gibt eine Kunstschule und einige Kindergärten sowie einen Kinderheim.
Die erste Schule wurde im 18. Jahrhundert urkundlich erwähnt. Etwa um 1782 gab es schon eine von Marianern gegründete Gemeindeschule. 1820 wird eine Schule urkundlich erwähnt. Nach 13 Jahren wurde sie von 40 Schülern besucht. 1820 wurde die Schule geschlossen.
1867 gründete man in Jonava eine Grundschule mit Russisch als Unterrichtssprache. 1871 übersiedelte man die Grundschule aus Rumšiškės; eine Handwerksklasse wurde neu eingerichtet. 1919 gründete man ein Progymnasium.
1935 baute man im Zentrum der Stadt eine Mauernschule mit zwei Etagen. Sie wurde zur  Mittelschule Jonava. 1937 nahm die Grundschule am Bahnhof Jonava ihre Tätigkeit auf. Sie wurde 1970 zur 3. Mittelschule der Stadt.
1965 gründete man die Musikschule, die sich später zur Kunstschule Jonava entwickelte. 1974 eröffnete man die  4. Mittelschule. 1981 wurden die 5. Mittelschule und 1988 die 6. Mittelschule im neuen Mikrorajon Rimkai eröffnet. Also gab es insgesamt sechs Mittelschulen in der Stadt, davon eine russischsprachige 2. Mittelschule Jonava (gegründet 1968).
Schulen
| - Jeronimas-Ralys-Gymnasium - Altstädtisches Gymnasium Jonava - Lietavos-Hauptschule - Justinas-Vareikis-Progymnasium - Raimundas-Samulevičius-Progymnasium - Hauptschule Jonava | - Jugendschule Jonava - Panerio-Grundschule Jonava - Grundschule Jonava - Grundschule Rimkai | - Erwachsenenbildungszentrum Jonava - Körperkultur- und Sportzentrum Jonava - Janina-Miščiukaitė-Kunstschule Jonava - Polytechnische Schule Jonava |

## Verkehr

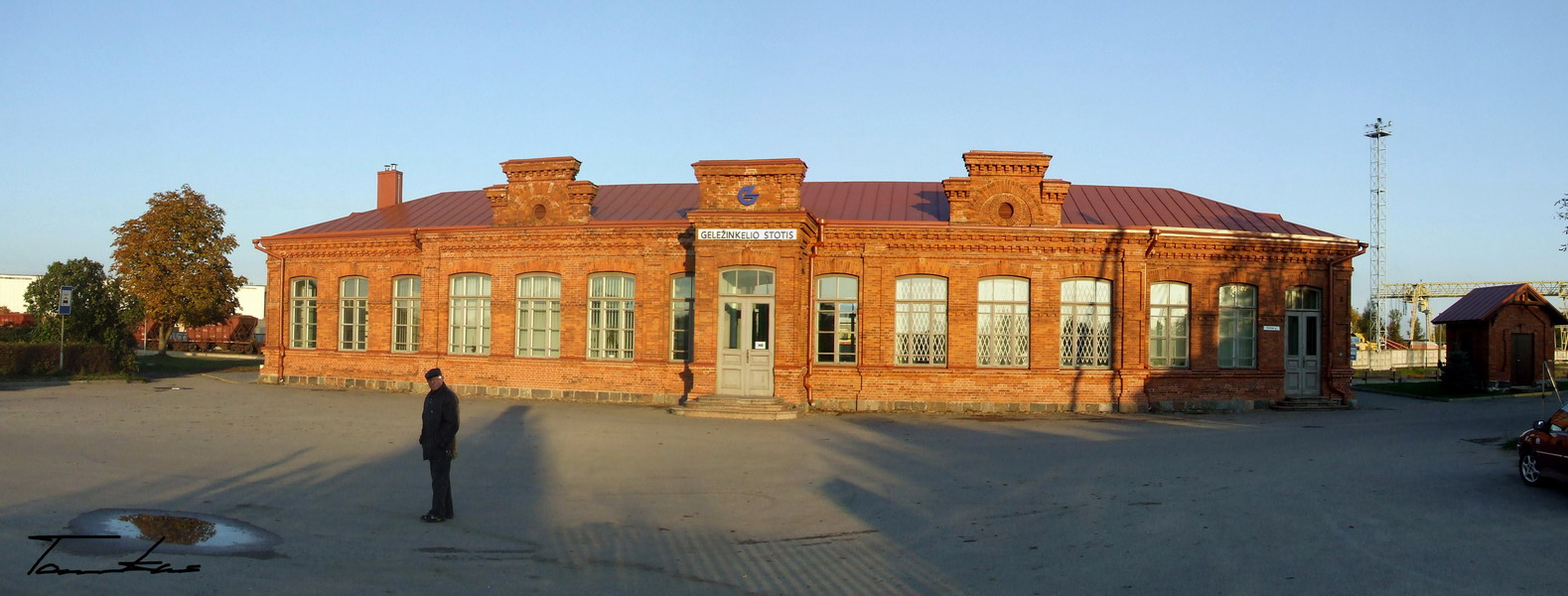
Bahnhof Jonava

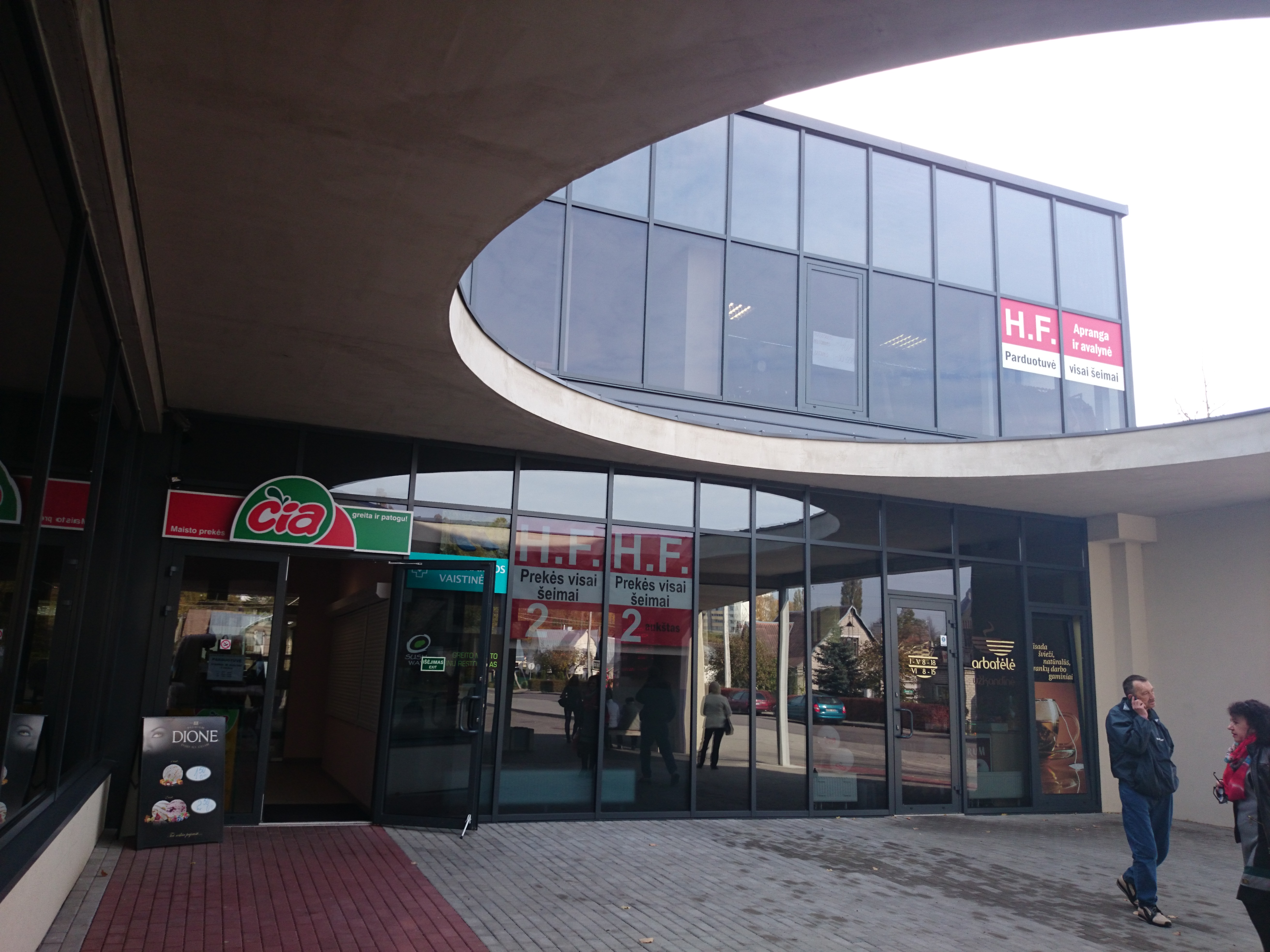
Busbahnhof Jonava

Jonava liegt an der Hauptstraße A 6, die als Bestandteil der Europastraße 262 zwischen Kaunas und der lettischen Grenze bei Zarasai verläuft.
Über den Bahnhof Jonava an der Bahnstrecke Kaišiadorys–Liepāja (Lettland) bestehen Verbindungen nach Klaipėda, Kaunas sowie in die Hauptstadt Vilnius. Das Bahnhofsgebäude wurde 1871 von der Libau-Romny-Bahn (Ukraine) gebaut. Es gab zu dieser Zeit Direktverbindungen nach Sankt Petersburg und Liepāja. Die Eisenbahnbrücke Jonava über die Neris wie die Brücke Jonava wurden 1914 gebaut.
Über den Busbahnhof Jonava im Zentrum der Stadt gibt es Verbindungen zu vielen Rajonszentren Litauens und den wichtigsten Siedlungen der Rajongemeinde.
Der moderne internationale Flughafen Kaunas (IATA-Flughafencode: KUN) befindet sich in Karmėlava, 20 km von Jonava (1,2755 Hektar des Territoriums des Flughafens gehört der Rajongemeinde Jonava). Der Flughafen Vilnius ist 100 km entfernt. Das lokale Aerodrome Jonava, ein ehemaliger sowjetischer Militärflugplatz in Gaižiūnai, 9 km südöstlich von Jonava, wird nicht mehr als Flugplatz benutzt.

## Rajongemeinde
-> Hauptartikel ist Rajongemeinde Jonava
Im Rajon befinden sich die Dörfer mit den europäischen Namen wie Šveicarija (die „Schweiz“), Venecija, Paryžius. In der Gemeinde ist das größte baltische Chemieunternehmen AB Achema angesiedelt.

## Söhne und Töchter der Stadt
| - Vytautas Andriulaitis (* 1956), Fernschachspieler - Linas Balčiūnas (* 1978), Radrennfahrer - Arnoldas Burkovskis (* 1967), Manager - Aleksys Churginas (1912–1990), Übersetzer - Israel Davidson (1870–1939), Schriftsteller - Vydas Dolinskas (* 1970), Museumsleiter - Dominykas Galkevičius (* 1986), Fußballspieler - Gabija Galvydytė (* 2000), Leichtathletin - Alfonsas Grumbinas (1943–2018), Rugby-Schiedsrichter - Juozas Jaruševičius (* 1950), Forstmann - Sigita Jokimaitė (* 1974), Richterin am Obersten Gericht - Leopoldas Kaminskas (1923–2018), Chemieingenieur - Grigori Kanowitsch (1929–2023), Schriftsteller - Joseph Kossakowski (1738–1794), Bischof - Dainius Kreivys (* 1970), Politiker - Issai Kulvianski (1892–1970), Maler und Bildhauer | - Remigijus Lapinskas (* 1968), Unternehmer und Politiker - Arūnas Laurinaitis (* 1961), Chemie-Ingenieur - Lyda Lubienė (* 1957), Unternehmerin und Chemieingenieurin - Darius Maskoliūnas (* 1971), Basketballtrainer - Janina Miščiukaitė (1948–2008), Sängerin - Abraham Myerson (1881–1948), Psychiater - Vincas Pranckietis (1923–2016), Priester - Jeronimas Ralys (1876–1921), Arzt - Ema Sarafinaitė (* 2004), Leichtathletin - Leokadia Serafinowicz (1915–2007), polnische Schauspielerin, Regisseurin und Bühnenbildnerin - Mindaugas Sinkevičius (* 1984), Wirtschaftsminister - Dainius Steponavičius (* 1971), Agrarwissenschaftler - Juozas Storpirštis (* 1947), Basketballschiedsrichter - Virgilijus Valeika (* 1958), Chemiker und Hochschullehrer - Artūras Vazbys (* 1971), Politiker und Diplomat - Morris Wintschewski (1856–1932), Schriftsteller - Nerijus Zabarauskas (* 1971), Basketball-Trainer - Artūras Zuokas (* 1968), Bürgermeister von Vilnius |